# Der Templer und die Jüdin

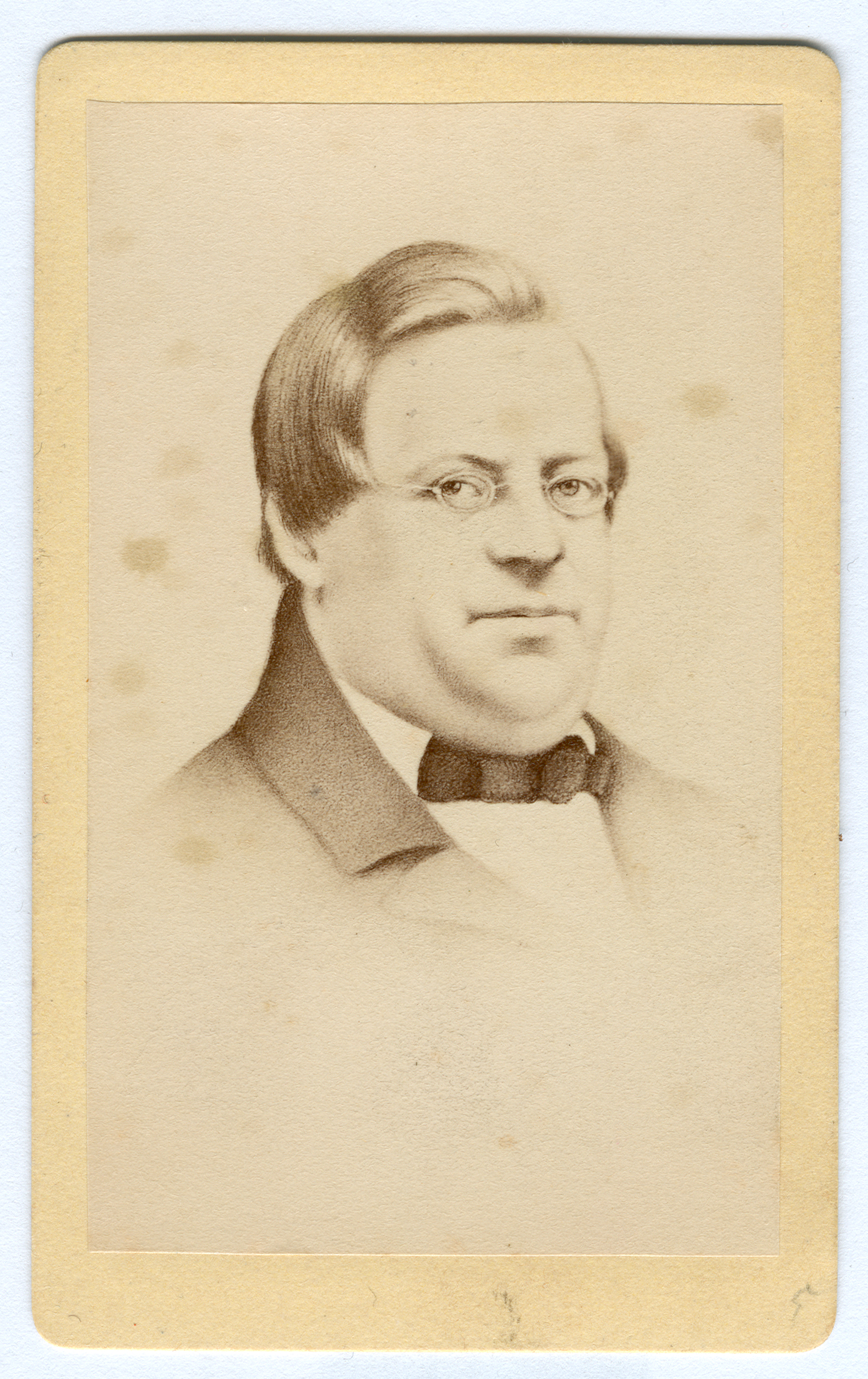
Heinrich Marschner.

Der Templer und die Jüdin (Tempelriddaren och judinnan) är en romantisk opera i tre akter med musik av Heinrich Marschner och libretto av Wilhelm August Wohlbrück byggd på äventyrsromanen Ivanhoe av Sir Walter Scott (1819) och pjäsen Das Gericht der Templer av Johann Reinhold Lenz (1823).

## Historia
Efter succén med operan Der Vampyr valde Marchner ännu en gång ett ämne som hade tilltalat samtidens fantasi. Scotts roman hade redan inspirerat Rossini till en operapastisch (Ivanhoé 1826) och skulle fortsätta att fascinera kompositörer under hela 1800-talet. Operan hade premiär den 22 december 1829 i Leipzig.

## Personer
- Brian de Bois-Guilbert, normandisk tempelriddare (baryton)
- Broder Tuck, eremit från Copmanhurst (bas)
- Cedric von Rotherwood, saxisk riddare (bas)
- Den svarte riddaren (Kung Rikard I Lejonhjärta) (bas)
- Loksly, gängledare (baryton)
- Lucas de Beaumanoir, Stormästare för Tempelherreorden (bas)
- Maurice de Bracy, normandisk riddare (tenor)
- Isaac av York, jude (talroll)
- Rebecca, hans dotter (sopran)
- Rowena von Hargottstandstede, Cedrics myndling (sopran)
- Athelstane von Coningsburgh, ättling till det gamla saxiska kungadömet, Rowenas älskade (talroll)
- Wamba, en dåre (tenor)
- Wilfried von Ivanhoe, Cedrics son (tenor)
- Oswald, Cedrics hovmästare (bas)

## Handling

### Akt I

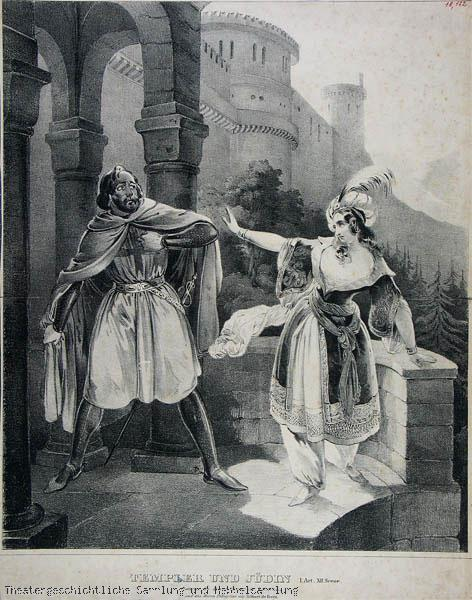
Scenbild från akt I.

Rebecca och hennes fader har tagit hand om den skadade Ivanhoe. De blir alla tillfångatagna av riddaren Brian de Bois-Guilbert som hoppas kunna vinna Rebeccas hjärta. Riddaren Maurice de Bracy kidnappar i sin tur Rowena och hennes förmyndare Cedric i samma syfte. Broder Tuck, Den svarte riddaren och Locksly (Robin Hood) beslutar sig för att frita fångarna. Medan saxarna stormar borgen motstår Rebecca och Rowena sina fångvaktares närmanden. Den svarte riddaren räddar Ivanhoe från den brinnande borgen. Bois-Guilbert räddar Rebecca och flyr. Borgen tas över av saxarna. Bracy dödas. Cedric och Rowena är fria.

### Akt II
Saxarna känner igen Den svarte riddaren såsom deras kung, Rickard Lejonhjärta. Tempelriddarna anklagar Rebecca för att med trolldom har förhäxat Guilbert. På Guilberts inrådan ber hon att få sin sak prövad i strid. Om ingen vill strida för henne ska hon dö. Tempelriddarna utser den förskräckte Guilbert att strida för henne. Isaac rusar iväg för att skaffa hjälp.

### Akt III
Ivanhoe förlovar sig med Rowena. Isaac ber honom att strida för Rebecca. Guilbert fortsätter att uppvakta Rebecca. Hon avvisar honom. Ivanhoe besegrar Guilbert i strid. Rebecca förklaras oskyldig och avstår ädelmodigt Ivanhoe till Rowena. Kung Rickard övertar ansvaret för Tempelherreorden.